# Nigerianische Fußballnationalmannschaft der Frauen/Weltmeisterschaften
Der Artikel beinhaltet eine ausführliche Darstellung der nigerianischen Fußballnationalmannschaft der Frauen bei Weltmeisterschaften. Nigeria konnte sich als einzige afrikanische Mannschaft für alle WM-Endrunden der Frauen qualifizieren und belegt in der ewigen Tabelle als beste afrikanische aber schlechteste Mannschaft mit neun Teilnahmen und Mannschaft mit den meisten Gegentoren Platz 14. Die Nigerianerinnen überstanden nur dreimal die Gruppenphase und konnten noch kein K.-o.-Spiel gewinnen, so dass sie bisher nicht an die Erfolge ihrer U-20-Mannschaft anknüpfen konnten, die zweimal das Finale der U-20-Fußball-Weltmeisterschaft der Frauen erreicht hat.

## Die Nationalmannschaft bei Weltmeisterschaften

### Übersicht
| Jahr | Gastgeberland         | Teilnahme bis … | Gegner                           | Ergebnis | Trainer         | Bemerkungen und Besonderheiten                                                                                         |
| ---- | --------------------- | --------------- | -------------------------------- | -------- | --------------- | --- |
| 1991 | Volksrepublik China   | Vorrunde        | Deutschland, Italien, Rep. China | 10.      | Jo Bonfrere     | Ohne Punkt und Tor als Gruppenletzter ausgeschieden                                                                    |
| 1995 | Schweden              | Vorrunde        | Norwegen, Kanada, England        | 11.      | Paul Hamilton   | Erster Punktgewinn in der Vorrunde aber Olympiaqualifikation verpasst                                                  |
| 1999 | USA                   | Viertelfinale   | Brasilien                        | 7.       | Mabo Ismaila    | Niederlage durch Golden Goal im Viertelfinale, erster Sieg in einem WM-Spiel in der Vorrunde                           |
| 2003 | USA                   | Vorrunde        | Nordkorea, USA, Schweden         | 15.      | Samuel Okpodu   | Ohne Punkt und Tor als Gruppenletzter ausgeschieden                                                                    |
| 2007 | Volksrepublik China   | Vorrunde        | Schweden, Nordkorea, USA         | 13.      | Ntiero Effiom   | |
| 2011 | Deutschland           | Vorrunde        | Frankreich, Deutschland, Kanada  | 9.       | Ngozi Uche      | Erster Sieg einer afrikanischen Mannschaft gegen eine CONCACAF-Mannschaft (1:0 gegen Kanada)                           |
| 2015 | Kanada                | Vorrunde        | Schweden, Australien, USA        | 21.      | Edwin Okon      | Nach einem Remis und zwei Niederlagen als Gruppenletzter ausgeschieden.                                                |
| 2019 | Frankreich            | Achtelfinale    | Deutschland                      | 16.      | Thomas Dennerby | Als erster Finalist des Afrika-Cup der Frauen 2018 konnte sich Nigeria qualifizieren.                                  |
| 2023 | Australien/Neuseeland | Achtelfinale    | England                          | 10.      | Randy Waldrum   | Durch Erreichen des Halbfinales des Afrika-Cup der Frauen 2022 qualifiziert. Achtelfinalniederlage im Elfmeterschießen |

### Statistik
(Angaben inkl. 2023: Neun Weltmeisterschaften)
- nicht teilgenommen: nie (0 %)
- qualifiziert: neunmal (100 %)
  - Vorrunde: sechsmal (66,7 %; 1991, 1995, 2003, 2007, 2011 und 2015)
  - Achtelfinale: zweimal (22,2 %; 2019 und 2023)
  - Viertelfinale: einmal (11,1 %; 1999)

## Die Turniere

### WM 1991 in der Volksrepublik China
Für die erste WM der Frauen qualifizierten sich die Nigerianerinnen als Afrikameister. Dafür mussten sie in zwei Spielen zunächst gegen Ghana antreten, die sie mit 5:1 und 2:1 gewannen. Im Halbfinale war dann Guinea der Gegner und Nigeria gewannen auch hier beide Spiele (3:0 und 4:0). Im Finale war dann der Nachbar Kamerun der Gegner, der nach dem Rückzug von mehreren Mannschaften kampflos das Finale erreicht hatte. Mit 2:0 und 4:0 gewann Nigeria auch diese Spiele.
In der Volksrepublik China wurde Nigeria in die Gruppe mit Europameister Deutschland, Italien und der Republik China (Taiwan) gelost. Am 17. November 1991 bestritten sie in Jiangmen ihr erstes WM-Spiel und verloren gegen Deutschland mit 0:4. Im zweiten Spiel folgte dann ein 0:1 gegen Italien und nach einem 0:2 gegen die Republik China im letzten Gruppenspiel schied Nigeria als Gruppenletzter ohne Punkt und Tor aus.

### WM 1995 in Schweden
Vier Jahre später setzten sich die Nigerianerinnen wieder in sechs Spielen bei der Afrikameisterschaft durch. Zunächst wurde Sierra Leone mit 9:0 und 2:0 bezwungen. Das 9:0 ist einer der beiden höchsten Siege der Nigerianerinnen. Im Halbfinale war dann Ghana der Gegner und auch hier musste bei den 3:0- und 2:0-Siegen kein Gegentor hingenommen werden, in den Finalspielen gegen Südafrika war dies dann anders, aber mit 4:1 und 7:1 war das Ergebnis dennoch eindeutig.
Bei der WM wurden Vizeweltmeister Norwegen, Kanada und England zugelost. Wieder startete Nigeria mit einer Niederlage, aber das 0:8 gegen Norwegen ist eine der beiden höchsten Niederlagen der Nigerianerinnen überhaupt. Beim 3:3 gegen Kanada nach zwischenzeitlichen 0:2- und 1:3-Rückständen gelang dann endlich der erste Punktgewinn und Rita Nwadike erzielte das erste WM-Tor für Nigeria zum 1:2-Zwischenstand. Nach einer 2:3-Niederlage gegen England belegte Nigeria wieder nur den letzten Gruppenplatz und schied damit ebenso wie der Gruppendritte Kanada aus. Da beide damit nicht zu den acht besten Mannschaften gehörten, verpassten sie auch die Qualifikation für das erste Fußballturnier der Frauen bei den Olympischen Spielen 1996.

### WM 1999 in den USA
Für die dritte Weltmeisterschaft, für die die Afrikaner nach der Aufstockung des Teilnehmerfeldes auf 16 Mannschaften einen weiteren Startplatz erhielten, qualifizierte sich Nigeria über die als Qualifikation dienende Afrikameisterschaft 1998, die nun in Turnierform in Nigeria ausgetragen wurde. Dabei wurden in der Vorrunde Marokko mit 8:0 und die Demokratische Republik Kongo sowie Ägypten mit 6:0 besiegt, im Halbfinale dann Kamerun auch mit 6:0 – womit die WM-Qualifikation schon erreicht war. Im Finale wurde dann Ghana mit 2:0 besiegt. Finalist Ghana war durch den Halbfinalsieg gegen die Demokratische Republik Kongo ebenfalls für die WM qualifiziert.
In den USA war Nordkorea der Auftaktgegner und am 20. Juni 1999 gelang Nigeria in Pasadena mit dem 2:1 der erste Sieg in einem WM-Spiel. Danach folgte aber eine 1:7-Niederlage gegen den Gastgeber USA. Mit einem 2:0 im letzten Gruppenspiel gegen Dänemark wurde Nigeria aber erstmals Gruppenzweiter und erreichte das Viertelfinale gegen Südamerikameister Brasilien. Nach 35 Minuten stand es 3:0 für Brasilien, da die Nigerianerinnen aber in der zweiten Halbzeit auch drei Tore schossen, gab es eine Verlängerung. In dieser gelang Sissi dann das erste Golden Goal bei einer WM der Frauen zum 4:3 für die Südamerikaner. Als siebtbeste Mannschaft war Nigeria aber für das Fußballturnier der Frauen bei den Olympischen Spielen 2000 qualifiziert. Brasilien scheiterte dann im Halbfinale gegen den Gastgeber USA, konnte aber im kleinen Finale den entthronten Titelverteidiger Norwegen durch einen Sieg im Elfmeterschießen besiegen.

### WM 2003 in den USA
Eigentlich sollte die WM 2003 wieder in der Volksrepublik China stattfinden. Wegen der SARS-Epidemie wurde das Turnier kurzfristig in die USA verlegt. Damit fand die Weltmeisterschaft zum zweiten Mal in den USA statt. In der Qualifikation, für die wieder die Fußball-Afrikameisterschaft der Frauen 2002 diente und die erneut in Nigeria stattfand, war Nigeria als Gastgeber automatisch für die Endrunde qualifiziert. In der Gruppenphase verlor Nigeria nach einem 3:0-Sieg gegen Äthiopien aber erstmals ein Spiel bei einer Afrikameisterschaft. Ghana sorgte mit dem 1:0 gegen den Gastgeber für die Überraschung. Mit einem 5:1 gegen Mali erreichte Nigeria aber dennoch das Halbfinale und gewann dort mit 5:0 gegen Südafrika. Im Finale konnte sich die Mannschaft dann für die Vorrundenniederlage revanchieren und mit 2:0 gegen Ghana wieder Afrikameister werden. Ghana durfte ebenfalls wieder zur WM fahren.
In den USA trafen sie im ersten Gruppenspiel wie vier Jahre zuvor auf Nordkorea, verloren diesmal aber mit 0:3. Gegen Gastgeber USA folgte dann ein 0:5 und gegen Schweden ein 0:3. Damit schied Nigeria zum zweiten Mal punkt- und torlos aus.

### WM 2007 in der Volksrepublik China
Vier Jahre später fand dann die WM doch zum zweiten Mal in der Volksrepublik China statt. In der Fußball-Afrikameisterschaft der Frauen 2006, die wieder als Qualifikation diente und erneut in Nigeria stattfand – da Gabun als Gastgeber zurückzog, setzte sich Nigeria in der Gruppenphase mit drei Siegen gegen Äquatorialguinea (4:2), Algerien (6:0) und Südafrika (2:0) durch und erreichte das Halbfinale. Hier stellte auch Kamerun beim 5:0-Sieg keinen Stolperstein dar und so kam es erneut zum Finale gegen Ghana, das Nigeria mit 1:0 gewann. Beide fuhren damit wieder zur WM.
Bei der Endrunde waren wie vier Jahre zuvor Nordkorea, die USA und Schweden die Gegner. Zwar wurde gegen Nordkorea (0:2) und die USA (0:1) wieder verloren, allerdings nicht so hoch wie vier Jahre zuvor. Gegen Schweden reichte es im ersten Spiel sogar zu einem 1:1, wodurch die Schwedinnen als Gruppendritter ausschieden und damit erstmals die Vorrunde nicht überstanden.

### WM 2011 in Deutschland
Für die WM in Deutschland qualifizierten sich die Nigerianerinnen wieder als Afrikameister, nachdem sie bei der Meisterschaft 2008 erstmals nicht den Titel gewinnen konnten. Mit zwei Siegen (2:1 und 3:1) gegen die Elfenbeinküste hatte sich Nigeria für die Meisterschaft in Südafrika qualifiziert. Mit drei Siegen wurden dann in der Vorrunde zunächst Mali (5:0), Südafrika (2:1) und Tansania (3:0) distanziert. Im Halbfinale gelang dann ein 5:1-Sieg gegen Kamerun und im Finale konnte sich Nigeria für die Halbfinalniederlage gegen Äquatorialguinea zwei Jahre zuvor revanchieren und mit 4:2 den Titel zurückgewinnen. Durch die Finalteilnahme hatte sich Äquatorialguinea aber auch erstmals für die WM qualifiziert.
In Deutschland wurde Nigeria in die Gruppe mit WM-Gastgeber Deutschland, Frankreich und Kanada gelost. Gegen die Französinnen bestritt Nigeria einige Stunden vor dem offiziellen Eröffnungsspiel das erste Spiel der WM und verlor mit 0:1. Auch gegen den Gastgeber gab es im zweiten Spiel eine 0:1-Niederlage. Nach einem 1:0 gegen Kanada im letzten Spiel wurde aber noch Platz 3 belegt. Dennoch schieden die Nigerianerinnen wieder aus.

### WM 2015 in Kanada
In der Qualifikation setzten sich die Nigerianerinnen wieder als Sieger der Afrikameisterschaft 2014 durch. Dafür mussten sie sich zunächst durch Spiele gegen Sierra Leone qualifizieren, da Sierra Leone aber zurückzog, gab es nur zwei Spiele in der 2. Qualifikationsrunde gegen Ruanda, die mit 4:1 und 8:0 gewonnen wurden. In Namibia trafen sie in der Vorrunde zunächst auf die Elfenbeinküste und gewannen mit 4:2. Mit einem 6:0 gegen Sambia und einem 2:0 gegen Gastgeber Namibia wurde das Halbfinale erreicht. Hier wurde Südafrika knapp mit 2:1 besiegt, womit das WM-Ticket gebucht wurde. Im Finale konnte dann Kamerun mit 2:0 besiegt werden. Die Kameruner hatten sich mit einem 2:1 nach Verlängerung gegen die Elfenbeinküste auch erstmals für die WM qualifiziert. Durch die Aufstockung des Teilnehmerfeldes auf 24 Mannschaften, hatten die Afrikaner aber noch einen weiteren Startplatz erhalten. Diesen sicherte sich die Elfenbeinküste durch ein 1:0 gegen Südafrika im Spiel um Platz 3 und nahm damit auch erstmals teil.
Bei der Auslosung der WM-Gruppen waren die Nigerianerinnen nicht gesetzt und wurden der Gruppe D mit Mittel- und Nordamerikameister USA zugelost. Weitere Gruppengegner waren erstmals Australien und zum dritten Mal Schweden. Die Gruppe galt als die ausgeglichenste der WM; es war die einzige mit vier Mannschaften, die bei ihren letzten kontinentalen Titelkämpfen mindestens das Halbfinale erreicht hatten. Nigeria konnte nur beim 3:3 im Auftaktspiel gegen Schweden einen Punkt gewinnen, verlor dann mit 0:2 gegen Australien und 0:1 gegen den späteren Weltmeister USA. Damit schieden sie als Gruppenletzte aus.

### WM 2019 in Frankreich
Die Qualifikation für die dritte WM in Europa erfolgt für die afrikanischen Mannschaften über den Afrika-Cup der Frauen 2018, die vom 17. November bis 1. Dezember 2018 in Ghana stattfindet. Qualifizieren können sich die drei besten Mannschaften des Turniers. In der Qualifikation für diese Meisterschaft musste Nigeria erst in der zweiten Runde eingreifen und traf dort auf Gambia, dessen Frauennationalmannschaft im April 2018 erstmals ein Länderspiel ausgetragen hatte und sich in der ersten Runde gegen Burkina Faso im Elfmeterschießen durchgesetzt hatte. Nigeria gewann zunächst in Gambia mit 1:0 und anschließend das Heimspiel mit 6:0. Beim Afrika-Cup verlor Nigeria das erste Gruppenspiel gegen Südafrika mit 0:1, gewann dann aber gegen Sambia (4:0) und Äquatorialguinea (6:0, eine der beiden höchsten Niederlagen Äquatorialguineas). Damit zogen die Nigerianerinnen als Gruppenzweite ins Halbfinale gegen Kamerun ein. Da dort 120 Minuten torlos vergingen, kam es zum Elfmeterschießen, das Nigeria mit 4:2 gewann und sich durch den Finaleinzug auch für die WM qualifizierte. Im Finale gegen Südafrika musste ebenfalls die Entscheidung per Elfmeterschießen gefällt werden und auch dieses gewannen die Nigerianerinnen.
In Frankreich waren der Gastgeber, Norwegen und erstmals Südkorea die Gegner in der Gruppenphase. Nigeria startete mit einer 0:3-Niederlage gegen Ex-Weltmeister Norwegen, konnte dann aber gegen Südkorea mit 2:0 gewinnen. Nach der 0:1-Niederlage gegen Frankreich im letzten Gruppenspiel, mussten die Nigerianerinnen drei Tage bis zum letzten Spiel der Gruppenphase warten und um den Platz im Achtelfinale bangen. Letztlich profitierten sie davon, dass Chile nur mit 2:0 gegen Thailand gewann und dabei einen Strafstoß verschoss. So war Nigeria aufgrund eines weniger kassierten Gegentores viertbester Gruppendritter. Als dieser trafen die Nigerianerinnen im Achtelfinale auf den zweifachen Ex-Weltmeister Deutschland und verloren mit 0:3.

### WM 2023 in Australien und Neuseeland
Die Qualifikation für die erste WM der Frauen in der südlichen Hemisphäre läuft wieder für die afrikanischen Mannschaften über den Afrika-Cup . In der Qualifikation traf Titelverteidiger Nigeria als einzige Mannschaft auf zwei ehemalige WM-Teilnehmer. Zunächst in der regionalen ersten Runde der Qualifikation auf Ghana (WM-Teilnehmer 1999, 2003 und 2007). Nach einem 2:0-Heimsieg konnte eine 0:1-Auswärtsniederlage verkraftet werden um die zweite Runde zu erreichen. Dort war die Elfenbeinküste (WM-Teilnehmer 2015) der Gegner. Nigeria gewann beide Spiele (2:0 und 1:0). Beim Afrika-Cup in Marokko traf Nigeria als gesetzter Gruppenkopf auf Südafrika (WM-Teilnehmer 2019), Burundi und Botswana. Durch Erreichen des Halbfinales, qualifizierte sich die Mannschaft direkt für die WM-Endrunde, konnte den Titel aber nicht verteidigen, da im Halbfinale gegen Marokko im Elfmeterschießen mit 4:5 verloren wurde. Auch das Spiel um Platz 3 wurde anschließend gegen Sambia mit 0:1 verloren.
Bei der Auslosung am 22. Oktober 2022 wurde Nigeria in die Gruppe mit Co-Gastgeber Australien sowie WM-Neuling Irland und Olympiasieger Kanada gelost. Nach einem torlosen Remis gegen Kanada und einem 3:2-Sieg gegen Australien reichte ein weiteres torloses Remis gegen Irland um als Gruppenzweiter und erstmals ohne Vorrundenniederlage das Achtelfinale zu erreichen. Auch das Achtelfinale gegen England endete torlos, so dass es zum Elfmeterschießen kam. Hier verschoss zwar die erste englische Schützin, aber die ersten beiden Nigerianerinnen machten es ihr nach. Da alle anderen Schützinnen trafen, musste beim Stand von 2:4 die letzte Nigerianerin nicht mehr antreten.

## Spiele
Nigeria bestritt bisher 30 WM-Spiele, die wenigsten aller Mannschaften mit 9 Teilnahmen. Davon wurden fünf gewonnen, 19 verloren und sechs endeten remis. Zwei Spiele gingen in die Verlängerung, da ein Sieger ermittelt werden musste. Davon wurde eins durch ein Golden Goal und eins im Elfmeterschießen verloren. Nigeria nahm nie am Eröffnungsspiel teil, bestritt 2011 aber das erste Spiel. Nigeria spielte fünfmal gegen den Gastgeber: 1999, 2003, 2011, 2019 und 2023. Nigeria spielte dreimal gegen den späteren Weltmeister (1995, 1999 und 2015 in der Vorrunde) und zweimal gegen den Titelverteidiger (2003 und 2011 in der Vorrunde). Nigeria spielte am häufigsten (4-mal) gegen die USA. 13 Spiele – davon die ersten zehn in Folge – waren die ersten gegen die jeweiligen Gegner.
Nigeria spielte bisher gegen Mannschaften aller anderen Konföderationen außer Ozeanien und der eigenen Konföderation. Auch gegen die Meister aller anderen Konföderationen außer Ozeanien und der eigenen Konföderation wurde schon gespielt (9-mal), am häufigsten (4-mal) gegen den Mittel- und Nordameister.
Die meisten Spiele bestritt Onome Ebi (16), die 2019 als erste Nigerianerin an ihrer 5. WM teilnahm und auch 2023 als älteste Teilnehmerin zwei Kurzeinsätze hatte. Rita Nwadike und Nkiri Okosieme erzielten die meisten WM-Tore für Nigeria (je 3).
| Alle WM-Spiele |            |                      |                  |                         |   |               | |
| Nr.            | Datum      | Ergebnis             | Gegner           | Austragungsort          |   | Anlass        | Bemerkungen |
| 1              | 17.11.1991 | 0:4                  | Deutschland      | Jiangmen (CHN)          | * | Vorrunde      | Erstes Spiel gegen Deutschland                                                                                                  |
| 2              | 19.11.1991 | 0:1                  | Italien          | Zhongshan (CHN)         | * | Vorrunde      | Erstes Spiel gegen Italien, einziges Spiel der Italienerinnen gegen eine afrikanische Mannschaft                                |
| 3              | 21.11.1991 | 0:2                  | Rep. China       | Jiangmen (CHN)          | * | Vorrunde      | Erstes Spiel gegen die Rep. China                                                                                               |
| 4              | 06.06.1995 | 0:8                  | Norwegen         | Karlstad (SWE)          | * | Vorrunde      | Erstes Spiel gegen Norwegen, eine der beiden höchsten Niederlagen (zudem ein 0:8 gegen Deutschland in einem Freundschaftsspiel) |
| 5              | 08.06.1995 | 3:3                  | Kanada           | Helsingborg (SWE)       | * | Vorrunde      | Erstes Spiel gegen Kanada |
| 6              | 10.06.1995 | 2:3                  | England          | Karlstad (SWE)          | * | Vorrunde      | Erstes Spiel gegen England |
| 7              | 20.06.1999 | 2:1                  | Nordkorea        | Pasadena (USA)          | * | Vorrunde      | Erstes Spiel gegen Nordkorea |
| 8              | 24.06.1999 | 1:7                  | USA              | Chicago (USA)           | A | Vorrunde      | Erstes Spiel gegen die USA, höchste Niederlage einer afrikanischen Mannschaft gegen eine CONCACAF-Mannschaft                    |
| 9              | 27.06.1999 | 2:0                  | Dänemark         | Landover (USA)          | * | Vorrunde      | Erstes Spiel gegen Dänemark |
| 10             | 01.07.1999 | 3:4 n. V.            | Brasilien        | Landover (USA)          | * | Viertelfinale | Erstes Spiel gegen Brasilien Erstes Spiel gegen einen amtierenden Südamerikameister                                             |
| 11             | 20.09.2003 | 0:3                  | Nordkorea        | Philadelphia (USA)      | * | Vorrunde      | |
| 12             | 25.09.2003 | 0:5                  | USA (TV)         | Philadelphia (USA)      | A | Gruppenspiel  | |
| 13             | 28.09.2003 | 0:3                  | Schweden         | Columbus (USA)          | * | Gruppenspiel  | Erstes Spiel gegen Schweden |
| 14             | 11.09.2007 | 1:1                  | Schweden         | Chengdu (CHN)           | * | Vorrunde      | |
| 15             | 14.09.2007 | 0:2                  | Nordkorea        | Chengdu (CHN)           | * | Vorrunde      | |
| 16             | 18.09.2007 | 0:1                  | USA              | Shanghai (CHN)          | * | Vorrunde      | |
| 17             | 26.06.2011 | 0:1                  | Frankreich       | Sinsheim (DEU)          | * | Vorrunde      | Erstes Spiel gegen Frankreich                                                                                                   |
| 18             | 30.06.2011 | 0:1                  | Deutschland (TV) | Frankfurt am Main (DEU) | A | Vorrunde      | |
| 19             | 05.07.2011 | 1:0                  | Kanada           | Dresden (DEU)           | * | Vorrunde      | Einziger Sieg einer afrikanischen Mannschaft gegen eine CONCACAF-Mannschaft                                                     |
| 20             | 08.06.2015 | 3:3                  | Schweden         | Winnipeg (CAN)          | * | Vorrunde      | |
| 21             | 12.06.2015 | 0:2                  | Australien       | Winnipeg (CAN)          | * | Vorrunde      | Erstes Spiel gegen Australien                                                                                                   |
| 22             | 16.06.2015 | 0:1                  | USA              | Vancouver (CAN)         | * | Vorrunde      | |
| 23             | 08.06.2019 | 0:3                  | Norwegen         | Reims (FRA)             | * | Vorrunde      | |
| 24             | 12.06.2019 | 2:0                  | Südkorea         | Grenoble (FRA)          | * | Vorrunde      | Erstes Spiel gegen Südkorea |
| 25             | 17.06.2019 | 0:1                  | Frankreich       | Rennes (FRA)            | A | Vorrunde      | |
| 26             | 22.06.2019 | 0:3                  | Deutschland      | Grenoble (FRA)          | * | Achtelfinale  | |
| 27             | 21.07.2023 | 0:0                  | Kanada           | Melbourne (AUS)         | * | Vorrunde      | |
| 28             | 27.07.2023 | 3:2                  | Australien       | Brisbane (AUS)          | A | Vorrunde      | |
| 29             | 31.07.2023 | 0:0                  | Irland           | Brisbane (AUS)          | * | Vorrunde      | Erstes Spiel gegen Irland |
| 30             | 07.08.2023 | 0:0 n. V.; 2:4 i. E. | England          | Brisbane (AUS)          | * | Achtelfinale  | |

Anmerkung: Fett gedruckte Mannschaften waren zum Zeitpunkt des Spiels Meister ihrer Konföderation.
Die drei Siege der nigerianischen Mannschaft waren gleichzeitig ihre höchsten Siege gegen diese Länder:
- Australien 3:2 (2023, Vorrunde)
- Dänemark 2:0 (1999, Vorrunde) – einziges Spiel gegen Dänemark
- Kanada 1:0 (2011, Vorrunden) – einziger Sieg gegen Kanada
- Nordkorea 2:1 (1999, Vorrunde) – einziger Sieg gegen Nordkorea
- Südkorea 2:0 (2019, Vorrunde) – einziges Spiel gegen Südkorea

Gegen diese Mannschaften kassierte die nigerianische Mannschaft ihre höchsten Niederlagen bei einem WM-Turnier:
- Australien 0:2 (2015, Vorrunde) – erstes Spiel gegen Australien
- Rep. China 0:2 (1991, Vorrunde) – einziges Spiel gegen die Rep. China
- England 2:3 (1995, Vorrunde) – einzige Niederlage gegen England
- Frankreich 0:1 (2011, Vorrunde) – einziges Spiel gegen Frankreich
- Italien 0:1 (1991, Vorrunde) – einziges Spiel gegen Italien
- Nordkorea 0:3 (2003, Vorrunde)
- Norwegen 0:8 (1995, Vorrunde)
- Schweden 0:3 (2003, Vorrunde)
- USA 1:7 (1999, Vorrunde)

## Rekorde

### Spielerinnen
- Die jüngste Teilnehmerin bei einer WM: Ifeanyi Chiejine (* 17. Mai 1983). Mit 16 Jahren und 34 Tagen kam sie am 20. Juni 1999 im Spiel gegen Nordkorea zum Einsatz.[7]
- Die älteste Teilnehmerin bei einer WM war bis zum 16. Juni 2015: Perpetua Nkwocha (Nigeria). Sie überbot am 12. Juni 2015 mit 39 Jahren und 160 Tagen den bisherigen Altersrekord von Meg (Brasilien), die bei der WM 1995 mit 39 Jahren und 159 Tagen im Spiel gegen Deutschland antrat um einen Tag. Dann wurde sie vier Tage später im Spiel gegen die USA – bei dem sie nur auf der Bank saß – von Christie Rampone (USA) als älteste Spielerin abgelöst, die acht Tage vor ihrem 40. Geburtstag eingewechselt wurde.

### Mannschaft
- Nigeria und Norwegen spielten am häufigsten (je 5×) gegen den Gastgeber.

### Trainer
- Nur Nigeria trat bei allen neun Teilnahmen mit einem anderen Trainer bzw. einer anderen Trainerin an.

### Gegner
- Erster Platzverweis: Lin Hui Fang (Rep. China) bei der WM 1991 in der 6. Minute des Spiels gegen Nigeria (Endstand 2:0)
- Die schnellste Verwarnung: Ri Hyang-ok (Nordkorea) in der 1. Minute des Spiels Nordkorea – Nigeria 1999

### Negativrekorde

#### Mannschaft
- Häufigstes Ausscheiden in der Vorrunde: 6× bei 9 Teilnahmen (zusammen mit Neuseeland, das 6× bei 6 Teilnahmen in der Vorrunde ausschied)
- Die meisten Niederlagen: 19 in 30 Spielen
- Die meisten Gegentore insgesamt: 65
- Die schlechteste Tordifferenz: −42
- Die längsten Serien ohne eigenes Tor: Nigeria (1991–1995 sowie 2007–2011), Ghana (1999–2003), Japan (1991–2005) und Nordkorea (2007–2011) mit je 4 Spielen.
- Höchste Niederlage bei einem WM-Turnier: 1995 in Schweden – Nigeria gegen Norwegen 0:8 in der Vorrunde
- Das erste Golden Goal musste Nigeria gegen Brasilien 1999 im Viertelfinale beim 3:4 n. V. hinnehmen.
- Nigeria verlor als einziges Land viermal gegen die Gastgeber. Erst 2023 konnte das erste Spiel gegen einen Gastgeber gewonnen werden.
- Nigeria konnte als einziges Land bei zwei Endrunden kein Tor erzielen: 1991 und 2003

#### Spielerinnen
- Die meisten Gegentore: Ann Chi Jine 33 in 10 Spielen zwischen 1991 und 1999, davon nur ein Spiel ohne Gegentor

#### Zuschauer
- Das Spiel mit den wenigsten Zuschauern: Nigeria – Kanada mit 250 Zuschauern bei der WM 1995[8]